# Magyarország kitüntetéseinek viselési sorrendje az 1944. évi állapotnak megfelelően
A magyarországi rendjelek, kitüntetések, dísz- és emlékjelvények viselési sorrendje az 1944. évben a következő volt:
| Szalagszáv | Megnevezés                                                                                              |
| ---------- | --- |
|            | Katonai Mária Terézia-rend nagykeresztje                                                                |
|            | Katonai Mária Terézia-rend középkeresztje                                                               |
|            | Katonai Mária Terézia-rend lovagkeresztje                                                               |
|            | Magyar Királyi Szent István-rend nagykeresztje                                                          |
|            | Magyar Érdemrend Szent Koronával ékesített nagykeresztje hadiszalagon a kardokkal                       |
|            | Magyar Érdemrend Szent Koronával ékesített nagykeresztje hadiszalagon                                   |
|            | Magyar Érdemrend Szent Koronával ékesített nagykeresztje                                                |
|            | Katonai Érdemkereszt 1. osztálya hadidíszítménnyel és kardokkal                                         |
|            | Katonai Érdemkereszt 1. osztálya hadidíszítménnyel                                                      |
|            | Katonai Érdemkereszt 1. osztálya                                                                        |
|            | Lipót-rend nagykeresztje hadidíszítménnyel és kardokkal                                                 |
|            | Lipót-rend nagykeresztje hadidíszítménnyel                                                              |
|            | Lipót-rend nagykeresztje                                                                                |
|            | Magyar Érdemrend nagykeresztje hadiszalagon a kardokkal                                                 |
|            | Magyar Érdemrend nagykeresztje hadiszalagon                                                             |
|            | Magyar Érdemrend nagykeresztje                                                                          |
|            | Lipót-rend I. osztálya hadidíszítménnyel és kardokkal                                                   |
|            | Lipót-rend I. osztálya hadidíszítménnyel                                                                |
|            | Lipót-rend I. osztálya                                                                                  |
|            | Vaskorona-rend 1. osztálya hadidíszítménnyel és kardokkal                                               |
|            | Vaskorona-rend 1. osztálya hadidíszítménnyel                                                            |
|            | Vaskorona-rend 1. osztálya                                                                              |
|            | Magyar Királyi Szent István-rend középkeresztje                                                         |
|            | Magyar Koronás Nagy Aranyérem hadiszalagon a kardokkal                                                  |
|            | Magyar Koronás Nagy Aranyérem hadiszalagon                                                              |
|            | Magyar Koronás Nagy Aranyérem (katonai)                                                                 |
|            | Magyar Koronás Nagy Aranyérem (polgári)                                                                 |
|            | Nagy Katonai Érdemérem hadiszalagon a kardokkal                                                         |
|            | Nagy Katonai Érdemérem hadiszalagon                                                                     |
|            | Nagy Katonai Érdemérem                                                                                  |
|            | Ferenc József-rend nagykeresztje hadiszalagon a kardokkal                                               |
|            | Ferenc József-rend nagykeresztje hadiszalagon                                                           |
|            | Ferenc József-rend nagykeresztje                                                                        |
|            | Polgári Hadi Érdemkereszt I. osztálya                                                                   |
|            | Magyar Vöröskereszt érdemcsillaga hadidíszítménnyel                                                     |
|            | Magyar Vöröskereszt érdemcsillaga                                                                       |
|            | Vöröskereszt érdemcsillaga hadidíszítménnyel                                                            |
|            | Vöröskereszt érdemcsillaga                                                                              |
|            | „Pro Litteris et Artibus” osztrák–magyar díszjelvény                                                    |
|            | Corvin-lánc                                                                                             |
|            | Magyar Érdemrend középkeresztje a csillaggal hadiszalagon a kardokkal                                   |
|            | Magyar Érdemrend középkeresztje a csillaggal hadiszalagon                                               |
|            | Magyar Érdemrend középkeresztje a csillaggal                                                            |
|            | Lipót-rend középkeresztje                                                                               |
|            | Katonai Érdemkereszt 2. osztálya hadiszalagon a kardokkal                                               |
|            | Katonai Érdemkereszt 2. osztálya hadidíszítménnyel                                                      |
|            | Katonai Érdemkereszt 2. osztálya                                                                        |
|            | Magyar Királyi Szent István-rend lovagkeresztje                                                         |
|            | Magyar Érdemrend középkeresztje hadiszalagon a kardokkal                                                |
|            | Magyar Érdemrend középkeresztje hadiszalagon                                                            |
|            | Magyar Érdemrend középkeresztje                                                                         |
|            | Vaskorona-rend 2. osztálya hadidíszítménnyel és kardokkal                                               |
|            | Vaskorona-rend 2. osztálya hadidíszítménnyel                                                            |
|            | Vaskorona-rend 2. osztálya                                                                              |
|            | Ferenc József-rend középkeresztje a csillaggal hadiszalagon a kardokkal                                 |
|            | Ferenc József-rend középkeresztje a csillaggal hadiszalagon                                             |
|            | Ferenc József-rend középkeresztje a csillaggal                                                          |
|            | Magyar Érdemrend tisztikeresztje hadiszalagon a kardokkal                                               |
|            | Magyar Érdemrend tisztikeresztje hadiszalagon                                                           |
|            | Magyar Érdemrend tisztikeresztje                                                                        |
|            | Lipót-rend lovagkeresztje                                                                               |
|            | Ferenc József-rend középkeresztje hadiszalagon a kardokkal                                              |
|            | Ferenc József-rend középkeresztje hadiszalagon                                                          |
|            | Ferenc József-rend középkeresztje                                                                       |
|            | Corvin-koszorú                                                                                          |
|            | Polgári Hadi Érdemkereszt 2. osztálya                                                                   |
|            | Ferenc József-rend tisztikeresztje hadiszalagon a kardokkal                                             |
|            | Ferenc József-rend tisztikeresztje hadiszalagon                                                         |
|            | Ferenc József-rend tisztikeresztje                                                                      |
|            | Vaskorona-rend 3. osztálya hadidíszítménnyel és kardokkal                                               |
|            | Vaskorona-rend 3. osztálya hadidíszítménnyel                                                            |
|            | Vaskorona-rend 3. osztálya                                                                              |
|            | Magyar Érdemrend lovagkeresztje hadiszalagon a kardokkal                                                |
|            | Magyar Érdemrend lovagkeresztje hadiszalagon                                                            |
|            | Magyar Érdemrend lovagkeresztje                                                                         |
|            | Ferenc József-rend lovagkeresztje hadiszalagon a kardokkal                                              |
|            | Ferenc József-rend lovagkeresztje hadiszalagon                                                          |
|            | Ferenc József-rend lovagkeresztje                                                                       |
|            | Magyar Arany Vitézségi Érem tisztek számára                                                             |
|            | Arany Vitézségi Érem tisztek számára                                                                    |
|            | Polgári Hadi Érdemkereszt 3. osztálya                                                                   |
|            | I. osztályú Ezüst Vitézségi Érem tisztek számára                                                        |
|            | Ferenc József-kereszt                                                                                   |
|            | Katonai Érdemkereszt 3. osztálya hadidíszítménnyel és kardokkal                                         |
|            | Katonai Érdemkereszt 3. osztálya hadidíszítménnyel                                                      |
|            | Katonai Érdemkereszt 3. osztálya                                                                        |
|            | 1. osztályú Érdemkereszt lelkészek számára, fehér-piros szalagon                                        |
|            | 2. osztályú Érdemkereszt lelkészek számára, fehér-piros szalagon                                        |
|            | 1. osztályú Érdemkereszt lelkészek számára, fehér szalagon                                              |
|            | 2. osztályú Érdemkereszt lelkészek számára, fehér szalagon                                              |
|            | Ezüst Katonai Érdemérem a Katonai Érdemkereszt szalagján kardokkal                                      |
|            | Ezüst Katonai Érdemérem a Katonai Érdemkereszt szalagján                                                |
|            | Ezüst Katonai Érdemérem a Katonai Érdemkereszt szalagján                                                |
|            | Bronz Katonai Érdemérem a Katonai Érdemkereszt szalagján kardokkal                                      |
|            | Bronz Katonai Érdemérem a Katonai Érdemkereszt szalagján                                                |
|            | Bronz Katonai Érdemérem a Katonai Érdemkereszt szalagján                                                |
|            | Magyar Koronás Bronz Érem, szalagján az elmaradt háborús kitüntetések kisebbített alakjával             |
|            | Magyar Koronás Ezüst Érem hadiszalagon a kardokkal                                                      |
|            | Magyar Koronás Ezüst Érem hadiszalagon                                                                  |
|            | Magyar Koronás Ezüst Érem (polgári)                                                                     |
|            | Magyar Vöröskereszt érdemkeresztje hadidíszítménnyel                                                    |
|            | Magyar Vöröskereszt érdemkeresztje                                                                      |
|            | Ezüst Katonai Érdemérem piros szalagon                                                                  |
|            | Magyar Koronás Bronz Érem hadiszalagon a kardokkal                                                      |
|            | Magyar Koronás Bronz Érem hadiszalagon                                                                  |
|            | Magyar Koronás Bronz Érem (polgári)                                                                     |
|            | Arany Toldi Miklós-érdemérem                                                                            |
|            | Ezüst Toldi Miklós-érdemérem                                                                            |
|            | Bronz Toldi Miklós-érdemérem                                                                            |
|            | Ferenc József-emlékjelvény 1. osztálya                                                                  |
|            | Bátorsági Érem                                                                                          |
|            | Magyar Arany Vitézségi Érem                                                                             |
|            | Arany Vitézségi Érem                                                                                    |
|            | Koronás Arany Érdemkereszt a Vitézségi Érem szalagján                                                   |
|            | Magyar Arany Érdemkereszt hadiszalagon                                                                  |
|            | Magyar Arany Érdemkereszt                                                                               |
|            | Koronás Arany Érdemkereszt piros szalagon                                                               |
|            | Arany Érdemkereszt a Vitézségi Érem szalagján                                                           |
|            | Arany Érdemkereszt piros szalagon                                                                       |
|            | Magyar Nagy Ezüst Vitézségi Érem                                                                        |
|            | 1. osztályú Ezüst Vitézségi Érem                                                                        |
|            | Magyar Vöröskereszt Érdemérme hadidíszítménnyel                                                         |
|            | Magyar Vöröskereszt Érdemérme                                                                           |
|            | Magyar Ezüst Érdemkereszt hadiszalagon                                                                  |
|            | Magyar Ezüst Érdemkereszt                                                                               |
|            | Magyar Kis Ezüst Vitézségi Érem                                                                         |
|            | 2. osztályú Ezüst Vitézségi Érem                                                                        |
|            | Magyar Ezüst Érdemérem sötét smaragdzöld szalagon                                                       |
|            | Koronás Ezüst Érdemkereszt a Vitézségi Érem szalagján                                                   |
|            | Koronás Ezüst Érdemkereszt piros szalagon                                                               |
|            | Ezüst Érdemkereszt a Vitézségi Érem szalagján                                                           |
|            | Ezüst Érdemkereszt piros szalagon                                                                       |
|            | Magyar Bronz Érdemkereszt hadiszalagon                                                                  |
|            | Magyar Bronz Érdemkereszt sötét smaragdzöld szalagon                                                    |
|            | Magyar Bronz Érdemérem sötét smaragdzöld szalagon                                                       |
|            | Magyar Bronz Vitézségi Érem                                                                             |
|            | Bronz Vitézségi Érem                                                                                    |
|            | Koronás Vas Érdemkereszt a Vitézségi Érem szalagján                                                     |
|            | Koronás Vas Érdemkereszt piros szalagon                                                                 |
|            | Vas Érdemkereszt a Vitézségi Érem szalagján                                                             |
|            | Vas Érdemkereszt piros szalagon                                                                         |
|            | Tűzkereszt koszorúval és kardokkal                                                                      |
|            | Tűzkereszt I. fokozata (posztumusz)                                                                     |
|            | Tűzkereszt koszorúval                                                                                   |
|            | Károly-csapatkereszt                                                                                    |
|            | Polgári Hadi Érdemkereszt 4. osztálya                                                                   |
|            | Ferenc József-emlékjelvény 2. osztálya                                                                  |
|            | Sebesültek Érme 5 sebesülés után                                                                        |
|            | Sebesültek Érme 4 sebesülés után                                                                        |
|            | Sebesültek Érme 3 sebesülés után                                                                        |
|            | Sebesültek Érme 2 sebesülés után                                                                        |
|            | Sebesültek Érme 1 sebesülés után                                                                        |
|            | Sebesültek Érme hadirokkantak számára                                                                   |
|            | Nemzetvédelmi Kereszt                                                                                   |
|            | Tűzkereszt III. fokozata                                                                                |
|            | Magyar Háborús Emlékérem a piros-fehér-zöld színű hadiérem szalagján a kardokkal és a sisakkal díszítve |
|            | Magyar Háborús Emlékérem a piros-fehér-zöld szegélyű szalagon, kardok és sisak nélkül                   |
|            | Hadiérem                                                                                                |
|            | 1. osztályú Tiszti Szolgálati Jel                                                                       |
|            | Díszérem 40 évi hű szolgálatokért                                                                       |
|            | Díszérem 35 évi hű szolgálatokért                                                                       |
|            | 2. osztályú Tiszti Szolgálati Jel                                                                       |
|            | 3. osztályú Tiszti Szolgálati Jel                                                                       |
|            | Vöröskereszt 1. osztályú díszjelvénye hadidíszítménnyel                                                 |
|            | Vöröskereszt 1. osztályú díszjelvénye                                                                   |
|            | Vöröskereszt tiszti díszjelvénye hadidíszítménnyel                                                      |
|            | Vöröskereszt tiszti díszjelvénye                                                                        |
|            | Vöröskereszt 2. osztályú díszjelvénye hadidíszítménnyel                                                 |
|            | Vöröskereszt 2. osztályú díszjelvénye                                                                   |
|            | Felvidéki Emlékérem                                                                                     |
|            | Erdélyi Emlékérem                                                                                       |
|            | Délvidéki Emlékérem                                                                                     |
|            | Magyar Vöröskereszt ezüstérme hadidíszítménnyel                                                         |
|            | Magyar Vöröskereszt ezüstérme                                                                           |
|            | Magyar Vöröskereszt bronzérme hadidíszítménnyel                                                         |
|            | Magyar Vöröskereszt bronzérme                                                                           |
|            | Vöröskereszt Ezüst Díszérme hadidíszítménnyel                                                           |
|            | Vöröskereszt Ezüst Díszérme                                                                             |
|            | Vöröskereszt Bronz Díszérme hadidíszítménnyel                                                           |
|            | Vöröskereszt Bronz Díszérme                                                                             |
|            | 1. osztályú Legénységi Szolgálati Jel                                                                   |
|            | 2. osztályú Legénységi Szolgálati Jel                                                                   |
|            | 3. osztályú Legénységi Szolgálati Jel                                                                   |
|            | Jubileumi Udvari Emlékérem                                                                              |
|            | Jubileumi Udvari Emlékérem a fegyveres erő számára                                                      |
|            | Jubileumi Udvari Emlékérem a polgári alkalmazottak számára                                              |
|            | Jubileumi Udvari Kereszt                                                                                |
|            | Katonai Jubileumi Kereszt                                                                               |
|            | Jubileumi Kereszt polgári alkalmazottak számára                                                         |
|            | Bosznia-Hercegovinai Emlékérem                                                                          |
|            | 1912/13-as Emlékkereszt                                                                                 |
|            | Tűzoltó Érem                                                                                            |
|            | Külföldi rendjelek                                                                                      |
|            | Aranysarkantyús lovag                                                                                   |